# Tondero
Il Tondero è una danza e un ritmo di chitarra del Perù sviluppato nella regione costiera settentrionale del paese adiacente alle valli orientali della Sierra o "yungas" di (Piura-Lambayeque). La versione più antica proviene dalla provincia di Morropón, circa il centro della regione di Piura, al di sotto degli altipiani e nell'entroterra dalla costa.

## Descrizione e composizione del tondero
La versione classica consiste di un cantante principale, un piccolo coro, due chitarristi in stile Criollo (uno che suona il tundete o la linea bassa del tondero); il "cajon peruviano" (ora utilizzato nei ritmi commerciali latinoamericani), il flamenco moderno e il jazz evolutivo, e/o i suonatori di cucchiaio peruviano. Può essere accompagnato da palme o uno strumento afro-peruviano fatto di zucche essiccate e appiattite chiamate checo.
È anche suonato con la tromba e da gruppi di tamburi.

### Struttura musicale
Il Tondero è composto da tre parti: 1) glosa 2) dulce e 3) fuga.
1. La Glosa: È la parte iniziale del tondero e che prosegue o con il meticcio triste o con la cumanana criolla (modo picaresco). Dentro questo quasi sempre inizia una forma di canzone come un pianto lungo e teso dove l'origine zingara di questa musica è chiaramente visibile. La voce principale in modo tragico è afflitta e ci introduce al tema molto settentrionale di questo genere. Quasi sempre il soggetto è di sesso maschile, la perdita della china (moglie), il lamento o la satira dell'adulterio, la perdita del raccolto a causa della mancanza di acqua o della troppa acqua (il fenomeno di El Niño) è un tema molto settentrionale senza dubbio. Il modo di suonare lo strumento, il ritmo veloce e il suono del "repique" fatto dai cajóns, dai cucchiai e dai battiti di mani si chiama Golpe de Tierra, imparentato alle Bulerías ed alle forme musicali in bande di tamburi e trombe degli zingari dell'Europa orientale. Questo indubbiamente è paragonabile al camminare dei cavalli.
2. El Dulce: È la parte intermedia e riaffermativa del canto, che consiste quasi sempre di cori ripetitivi. Questo è il vero contributo al genere africano ritmico che si fonde con l'esecuzione zingara lirica e ritmica.
3. La Fuga: parte finale della danza. È esplosiva, accelerata e molto appassionata, cantato in coro o anche dal cantante principale.

## Origine etnica del tondero
Nella sua coreografia e nella sua musica, il tondero è molto simile alla marinera, la danza nazionale del Perú, e la marinera norteña, la versione della marinera popolare nella parte settentrionale del Perù, all'incirca l'area intorno a Trujillo e Piura. Alla fine tutte queste danze derivano da ciò che era stato coltivato in Perù da cavalieri spagnoli di origine rom, poi modificati dagli schiavi africani. La terminologia di "Tondero" deriva dai termini Volandero e Volero (sta per volare via, descrive la zingara errante e la vita carovaniera), ma alla fine si è evoluta in una "T", come per descrivere il suono tundete e il ritmo base ad esso tipico: "tun tun tun tun, tun tuntun", che secondo alcuni cultori si ispira alla base trombettista di una banda musicale zingara sfrenata e le forme e i movimenti della danza sono bulerías primitivi. Il combattimento di galli così popolare tra gli zingari nel mondo è dove il luogo dove la danza ottiene la sua coreografia e ispirazione.
Tuttavia, con il passare degli anni, il significato dell'influenza africana si aggiunse alla sua origine rom, così come la mescolanza di questi con i nativi americani.
A differenza della Zamacueca, che deriva direttamente da influenze zambraine e ispano-africane senza aggiunte andine, il Tondero mantiene un'origine Rom più forte nei suoi testi tragici con aggiunte visibili di influenza africana e americana, oltre che indiana col passare del tempo.

## Temi del Tondero
La danza esprime tre temi, tutti ispirati dalla stessa emozione: la vita errante degli uccelli, il combattimento dei galli molto comune tra i peruviani (i galli peruviani sono i più grandi e aggressivi) e infine l'innamoramento; tra gli uccelli o tra lo stallone macho che combatte per ottenere l'accettazione della femmina, lei flirta e non gli permette di conquistarla fino alla fine.
L'immagine prototipo dei cantanti di tondero e cumanana sono i solitari contadini meticci o creoli (del nord peruviano) che si fermano e cantano la loro tragica vita dura, le loro vie erranti. I temi sono solitamente tragici e alquanto picareschi, laddove si prende in giro la propria tragedia. Argomenti tipici sono la perdita del bestiame, delle colture (dovute di solito ai fenomeni di El Niño) o il lamento dovuto all'amore non corrisposto dalla sua "china" (donna amata).
L'uso del fazzoletto, come elemento simbolico che si riferisce al volo di uccelli erranti, ha una possibile eredità Rom che appartiene ai matrimoni e si riscontra anche nelle danze costiere come Zamacueca Limeña, Resbalosa, Canto de Jarana o Marinera Norteña. Tutti i balli sembrano avere come strumenti principali la guitarra e il cajón.
Le figure rappresentano ovviamente combattimenti di galli e i ceppi, i movimenti della defecazione e i movimenti delle mani sono fatti in stile musicale gypsy, il flirt è fatto dalle donne, e gli atti dello stallone e l'atteggiamento picaresco chiamato machismo, sono fatti dall'uomo.

## Culture che circondano il tondero e le cumananas
Il tondero è suonato in tutte le regioni costiere del Nord; quindi ci sono vari stili che provengono da La Libertad, Lambayeque, Piura (la regione ufficiale e l'origine del tondero) e persino da Tumbes.
Le "chinganas" (tradizionali bar di musica creola) hanno il costume popolare di mettere una "Bandiera bianca" come invito ai nuovi arrivati o ai solitari nordici "Piajenos" (come la gente del nord chiama i tipici contadini che cavalcano asini e muli) per rinfrescarsi dal caldo del nord e bere una "Chicha de Jora". Ovviamente è una buona occasione per ascoltare un vecchio contadino "Piajeno" cantare e suonare i ritmi del tondero, più tipicamente del nord Lambayeque e del sud di Piura.

### "Cumanánas" e "Tristes"
Le cumananas e i tristes sono un po' come la tragica csárdás iniziale o il Cante jondo dell'Andalusia, ma con un sapore meticcio. Dopo alcuni drink di Pisco, Algarrobina o Chicha arrivano le cumanánas, che sono copla eseguite in stile di "contrappunto". Sono cantate in stile satirico e picaresco ma partendo sempre da un tema triste. Le cumananas contornano il tondero. Poco prima di un tondero è comune suonare la cumanana e le tristes. È possibile sentire la somiglianza con lo yaraví (canzone andina) meticcio nella chitarra, con le ballate gitane dell'Europa orientale o della Spagna, sotto forma di canzone e poi l'esplosivo finale o "tundete" della chitarra: è il ritmo del tondero stesso.

## Etimologia
Come già accennato più sopra, è probabile che il termine tondero derivi dalla parola volero (che vola, uccelli che volano) o bolero e dopo anni di modifiche sia diventato Tondero (con la "T") come versione più veloce basata su csárdás e flamenco. La composizione musicale della chitarra assomiglia alla forma musicale di quelle bande di trombe degli zingari che si trovavano in Romania o in Ungheria che, dopo l'introduzione tragica, fluiscono come melodie nomadi.
Si ha quindi una sensazione come da carovana, dove i ritmi del cajón assomigliano a muli, asini o persino ai cavalli di una carovana. Il rumore martellante è accompagnato dal "Tundete della chitarra" che suona come "tun tun tun tun, tun tuntun". Ecco perché probabilmente il nome è cambiato in Tondero da Volero (Bolero); c'è anche un ritmo zingaro chiamato Volandero.
La musica ricorda i primitivi bulerías, tanghi o csárdás, ma nei movimenti assomiglia ai creativi combattimenti di galli peruviani.